# Kiếp phù du
Kiếp phù du là phần tiếp theo của bộ phim dã sử Đêm hội Long Trì của đạo diễn Hải Ninh.
Bộ phim là một trong những thành công của Điện ảnh Việt Nam thời kỳ đổi mới với thể loại dã sử - cổ trang. Kiếp phù du quy tụ dàn diễn viên xuất sắc nhất ba thập niên cuối thế kỷ XX, bối cảnh công phu trên nền câu chuyện vốn đã được nhà văn Nguyễn Huy Tưởng mô tả đầy lôi cuốn về những mưu mô chốn cung đình. Tại Liên hoan phim Việt Nam lần thứ 9, bộ phim giành Giải Bông sen Bạc cho phim truyện điện ảnh.

## Nội dung
Được coi như phần tiếp theo của bộ phim dã sử cung đình Đêm hội Long Trì, song Kiếp phù du vẫn là một câu chuyện riêng biệt với trung tâm là cuộc đối đầu dữ dội chốn thâm cung giữa Tuyên phi Đặng Thị Huệ và Thái phi Dương Thị Ngọc Hoan sau ngày Chúa Trịnh Sâm qua đời.
Đó không còn là một cuộc tranh đua hờn ghen quanh sự sủng ái của đấng quân vương, mà đã trở thành cuộc tranh giành quyền lực của hai phe cánh trong phủ Chúa. Tuyên phi những tưởng đã giành được ngai chúa cho con trai mình là Trịnh Cán, nhưng lại không lường được sự trỗi dậy của phe Thái phi.
Kiếp phù du cuốn hút bởi một câu chuyện ly kỳ cùng tài năng diễn xuất đẳng cấp cao của hai nữ diễn viên nổi tiếng, hai nhan sắc của Điện ảnh Việt Nam: Lê Vân (Đặng Tuyên phi) và Hoàng Cúc (Dương Thái phi).

## Ê-kíp
- Phó đạo diễn: Nguyễn Thanh Vân
- Phó quay phim: Vũ Đức Tùng
- Âm nhạc: Đỗ Hồng Quân
- Thiết kế Mĩ thuật: Đào Đức, Vũ Huy
- Âm thanh: Trần Kim Thịnh
- Phục trang: Phan Thị Quế
- Hóa trang: Nguyễn Văn Sáu
- Dựng phim: Nguyễn Thị Ninh
- Ánh sáng: Doãn Thọ
- Thư ký trường quay: Hồng Hạnh
- Kỹ thuật hình: Cố Khắc Ứng
- Trợ lý đạo diễn: Hoàng Thắng
- Dựng cảnh: Phan Đức Mạnh
- Đạo cụ: Nguyễn Văn Sinh
- Tiếng động: Minh Tâm

| Diễn viên    | Thủ vai                      |
| ------------ | ---------------------------- |
| Lê Vân       | Tuyên phi Đặng Thị Huệ       |
| Hoàng Cúc    | Thái phi Dương Thị Ngọc Hoan |
| Thế Anh      | Tĩnh Đô vương Trịnh Sâm      |
| Dương Quảng  | Quận Huy                     |
| Chí Trung    | Trịnh Tông                   |
| Hà Nhân      | Quốc mẫu                     |
| Ngọc Lan     | Nhũ mẫu                      |
| Lê Quý Hoan  | Thẩm Thọ                     |
| Lê Hồng Minh | Trịnh Cán                    |
| Thu An       | bà lão nông dân              |
| Trịnh Mai    | quan nội sai                 |
| Trần Tiến    | Lương y                      |